# Arroyo Alamar
El arroyo Alamar es una corriente intermitente que fluye entre México y Estados Unidos: con alrededor de 80 km de largo, está ubicado en la vertiente pacífica del Estado de Baja California en México y el sur de California en los Estados Unidos. 

## Ubicación

Mapa de la cuenca del río Tijuana

El arroyo Alamar forma parte de la cuenca del río Tijuana, el cual desemboca al océano Pacífico en Imperial Beach, en el condado de San Diego, California. La cuenca del río Tijuana está comprendida en el condado de San Diego y los municipios de Tijuana, Playas de Rosarito y Tecate, en Baja California, lo que la convierte en una cuenca hidrográfica binacional, con la porción mayoritaria (70 por ciento) en Baja California y el resto en California (Comisión Nacional del Agua, 1994). Por tanto, el estudio de la hidrología de avenidas comprende el análisis de datos geográficos, geológicos, climatológicos, e hidrológicos a ambos lados de la frontera México-EE. UU.  
La cuenca del arroyo Alamar es parte del sistema hidrográfico Cottonwood Creek-Arroyo Alamar-Río Tijuana, y está comprendida entre las latitudes norte 32° 30' y 32° 56' y longitudes oeste 116° 18' y 116° 57', con la porción mayoritaria (86.2 por ciento) en California, y el resto (13.8 por ciento) en Baja California. El estudio hidrológico de avenidas comprende el análisis del Arroyo Cottonwood (cauce principal) y sus tributarios de consideración: Kitchen, La Posta, Morena, Pine Valley, Potrero y Campo- Tecate, entre otros. El Arroyo Cottonwood toma el nombre de Río Tijuana en su confluencia con el Arroyo Tecate, dentro de California, para luego cambiar de nombre a Arroyo Alamar en su entrada a México. Aguas abajo, en la ciudad de Tijuana, el arroyo Alamar se une con el río Tijuana propiamente dicho, el que luego cruza la frontera y desemboca al océano en Imperial Beach.

## Descripción
El Arroyo Alamar se origina en Estados Unidos con el nombre de Cottonwood Creek (Arroyo Cottonwood), el cual tiene sus nacientes cerca de la elevación 1646 m en las inmediaciones de Crouch Valley (Valle Crouch), ubicado al SW del Monte Laguna (Mount Laguna), en el este del condado de San Diego. El Arroyo Cottonwood discurre en dirección sur hacia México, encontrando varios tributarios de consideración, entre los que se encuentran los siguientes arroyos, de aguas arriba hacia aguas abajo: Kitchen, La Posta, Morena, Hauser, Pine Valley, Corral Canyon, Wilson, Rattlesnake Canyon, McAlmond Canyon, Potrero, Bee Canyon, Campo-Tecate, y Mine Canyon.
La precipitación en la cuenca exhibe fuertes variaciones por temporadas, el período de noviembre a mayo es el más húmedo, algunas veces se presentan tormentas intensas que duran de tres a cuatro días, como consecuencia existe un flujo de corriente altamente variable. Durante las temporadas de verano y otoño, el flujo de agua en la cuenca es casi inexistente mientras que en los ciclos de invierno y primavera el agua corre a niveles altos, provocando algunas veces inundaciones.
Al este de Tijuana, en la zona conocida como Cañón del Padre, existen humedales que se han visto amenazados por la urbanización, construcción de vialidades y fraccionamientos. Por ello, activistas ambientales han buscado proteger la zona.

## Canalización
Al igual que el Río Tijuana, a mediados de los años 2000s, se comenzó con el proyecto de canalizar parte del Arroyo Alamar con la finalidad de construir una vialidad que conectara el este de la ciudad con la Vía Rápida ya construida, de forma que los habitantes de dicha zona conectaran de forma rápida con el resto de la ciudad. Para ello, se dividió el Arroyo Alamar en tres secciones: la primera desde su unión con el Río Tijuana hasta la zona conocida como Gato Bronco; la segunda hasta llegar al bulevar Terán Terán; y la tercera hasta la salida de Tijuana, en la Autopista Federal No.2.
El gobierno estatal a partir de esa fecha comenzó con las obras de construcción de la canalización del Arroyo Alamar hasta la segunda etapa. Activistas ambientales detuvieron la construcción de la tercera etapa alegando una serie de afectaciones a ecosistemas nativos de la ciudad, los cuales son casi nulos dentro de la mancha urbana. Tras ello, se había anunciado la construcción de un parque metropolitano, pero hasta la fecha no se han iniciado labores. 

## Flora y fauna
|          |
| Lentisco |

|          |
| Saladito |

|        |
| Sauces |

|        |
| Juncos |

|                |
| Garceta Grande |

|           |
| Chaparral |

|         |
| Palomas |

|          |
| Ardillas |

|            |
| Lagartijas |

|                      |
| Caballito del diablo |